# Classe Yuan Wang
Le navi cinesi classe Yuan Wang (远望S, Yuǎn WàngP, lett. "lunga vista"), osservate la prima volta durante i test con lanci di ICBM effettuati nella metà del 1980, sono unità per monitorare i test missilistici, costruite specificatamente per questo ed entrate in servizio l'anno precedente. Le prime unità di questa classe hanno avuto assegnati i nomi Yuan Wang 1 e Yuan Wang 2. Per le varie navi destinate a questo servizio non esiste un progetto comune, ma vari progetti accomunati dalla destinazione d'uso e dalle apparecchiature di controllo installate a bordo.
Le sovrastrutture di queste grandi unità sono progettate in maniera idonea a sostenere condizioni di mare critiche, con uno scafo che nell'insieme sembra quello di una nave passeggeri di dimensioni medio-grandi.
La nave è mossa da un unico motore diesel con un fumaiolo assai piccolo, posizionato proprio all'estrema poppa, appena davanti al ponte di volo per un elicottero. La mancanza di un hangar è l'unica deficienza della nave, perché per il resto, tra il ponte anteriore e il fumaiolo vi sono almeno 10 alberi e radome per sensori e radar.
A mezzanave si trovano un grande radar con antenna parabolica, due radar missilistici di inseguimento, stazioni ottiche con teodoliti e altri sensori. Infine, il movimento è meglio controllato, in termini di precisione, grazie ad un'elica prodiera aggiuntiva, e un impianto di stabilizzazione con pinne laterali per ridurre il rollìo con mare grosso.

## Lista delle unità
- Yuan Wang 1 - 1977
- Yuan Wang 2 - 1978
- Yuan Wang 3 - 1995
- Yuan Wang 4 - 1999
- Yuan Wang 5 - 2007
- Yuan Wang 6 - 2007
- Yuan Wang 7 - 2016
- Yuan Wang 21 - nave da trasporto per i vettori Lunga Marcia 5
- Yuan Wang 22 - nave da trasporto per i vettori Lunga Marcia 5

## Tipo 718

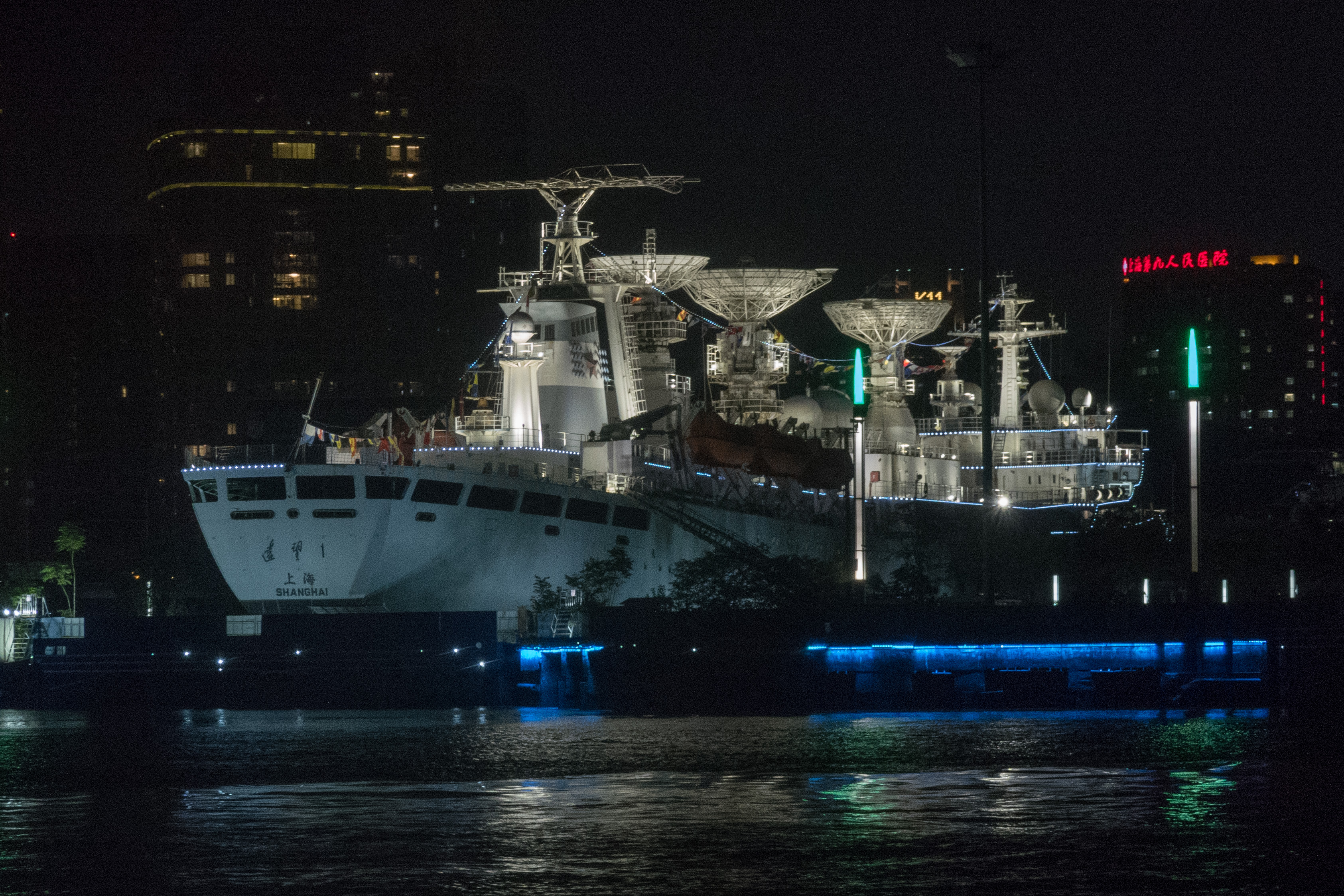
La Yuanwang 1 in Shanghai, Ottobre 2019

La nave da sorveglianza elettronica Tipo 718 è il primo modello della serie Yuanwang, e consiste di due navi, Yuan Wang 1 e Yuan Wang 2, entrambe ritirate dal servizio intorno al 2010. La Tipo 718 può raggiungere velocità dell'ordine dei 20 n.

## Yuan Wang 3
Yuan Wang 3 è la seconda generazione di navi da tracciamento della serie Yuan Wang, e può raggiungere velocità fino a 20 n, Con una autonomia di 18.000 miglia nautica e velocità di crociera di 18 n.

## Yuan Wang 5
Yuan Wang 5 è la terza generazione di nave da tracciamento della serie Yuan Wang, entrata in servizio il 29 settembre 2007. Costruita dai Cantieri Jiangnan, la Yuan Wang 5 ha un dislocamento di 25.000 tonnellate e può affrontare venti fino a forza 12 della Scala Beaufort, ed eserue i suoi compiti fino a mare forza 6. Il progettista di entrambe le Yuan Wang 5 e 6 è Huang Wei (黄蔚), il progettista capo del 701° Istituto della China Shipbuilding Industry Corporation (CSIC).